# جاناتان فورچون
جاناتان فورچون (انگلیسی: Jonathan Fortune؛ زادهٔ ۲۳ اوت ۱۹۸۰) بازیکن فوتبال اهل بریتانیا است.
از باشگاه‌هایی که در آن بازی کرده‌است می‌توان به باشگاه فوتبال استوک سیتی، باشگاه فوتبال چارلتون اتلتیک، باشگاه فوتبال منزفیلد تاون، باشگاه فوتبال شفیلد یونایتد، باشگاه فوتبال اکستر سیتی، باشگاه فوتبال داگنم و ردبریج، باشگاه فوتبال بارنت، و باشگاه فوتبال چتم اشاره کرد.